# Liste der NFL-Meister
Die Liste der NFL-Meister umfasst alle Teams der National Football League, die im Zeitraum von 1920 bis 1969 die NFL-Meisterschaft gewannen. Seit 1970 wird die NFL-Meisterschaft im Super Bowl zwischen dem Meister der National Football Conference und dem Meister der American Football Conference entschieden.

## 1920–1932
In dieser Periode gab es noch kein Endspiel, das beste Team der Regular Season war automatisch Meister.
| Saison | Team                     | Siege | Niederlagen | Remis |
| ------ | ------------------------ | ----- | ----------- | ----- |
| 1920   | Akron Pros               | 8     | 0           | 3     |
| 1921   | Chicago Staleys          | 9     | 1           | 1     |
| 1922   | Canton Bulldogs          | 10    | 0           | 2     |
| 1923   | Canton Bulldogs (2)      | 11    | 0           | 1     |
| 1924   | Cleveland Bulldogs       | 7     | 1           | 1     |
| 1925   | Chicago Cardinals        | 11    | 2           | 1     |
| 1926   | Frankford Yellow Jackets | 14    | 1           | 2     |
| 1927   | New York Giants          | 11    | 1           | 1     |
| 1928   | Providence Steam Roller  | 8     | 1           | 2     |
| 1929   | Green Bay Packers        | 12    | 0           | 1     |
| 1930   | Green Bay Packers (2)    | 10    | 3           | 1     |
| 1931   | Green Bay Packers (3)    | 12    | 2           | 0     |
| 1932   | Chicago Bears (2)        | 7     | 1           | 6     |

## 1933–1969
In diesem Zeitraum spielten der Meister der Western Conference im NFL Championship Game gegen den Meister der Eastern Conference um den Titel des NFL-Champions. Die Spiele wurden in der Regel Ende Dezember des jeweiligen Spieljahres ausgetragen. In den Spielzeiten 1965, 1966 und 1969 fand das Championship Game Anfang Januar des folgenden Jahres statt.
| Eastern/American Division/Conference* | Western/National Division/Conference† |

| Saison | Sieger                  | Endstand   | Finalist            | Spielort                          | Zuschauer |
| ------ | ----------------------- | ---------- | ------------------- | --------------------------------- | --------- |
| 1933   | Chicago Bears (3)       | 23:21      | New York Giants     | Wrigley Field                     | 26.000    |
| 1934   | New York Giants (2)     | 30:13      | Chicago Bears       | Polo Grounds                      | 35.059    |
| 1935   | Detroit Lions           | 26:7       | New York Giants     | University of Detroit Stadium     | 15.000    |
| 1936   | Green Bay Packers (4)   | 21:6       | Boston Redskins     | Polo Grounds (2)                  | 29.545    |
| 1937   | Washington Redskins*    | 28:21      | Chicago Bears       | Wrigley Field (2)                 | 15.870    |
| 1938   | New York Giants (3)     | 23:17      | Green Bay Packers   | Polo Grounds (3)                  | 48.120    |
| 1939   | Green Bay Packers (5)   | 27:0       | New York Giants     | Wisconsin State Fair Park         | 32.279    |
| 1940   | Chicago Bears (4)       | 73:0       | Washington Redskins | Griffith Stadium                  | 36.034    |
| 1941   | Chicago Bears (5)       | 37:9       | New York Giants     | Wrigley Field (3)                 | 13.341    |
| 1942   | Washington Redskins     | 14:6       | Chicago Bears       | Griffith Stadium (2)              | 36.006    |
| 1943   | Chicago Bears (6)       | 41:21      | Washington Redskins | Wrigley Field (4)                 | 34.320    |
| 1944   | Green Bay Packers (6)   | 14:7       | New York Giants     | Polo Grounds (4)                  | 46.016    |
| 1945   | Cleveland Rams          | 15:14      | Washington Redskins | Cleveland Municipal Stadium       | 32.178    |
| 1946   | Chicago Bears (7)       | 24:14      | New York Giants     | Polo Grounds (5)                  | 58.346    |
| 1947   | Chicago Cardinals (2)   | 28:21      | Philadelphia Eagles | Comiskey Park                     | 30.759    |
| 1948   | Philadelphia Eagles     | 7:0        | Chicago Cardinals   | Shibe Park                        | 36.309    |
| 1949   | Philadelphia Eagles (2) | 14:0       | Los Angeles Rams    | Los Angeles Memorial Coliseum     | 27.980    |
| 1950   | Cleveland Browns        | 30:28      | Los Angeles Rams    | Cleveland Municipal Stadium (2)   | 29.751    |
| 1951   | Los Angeles Rams (2)    | 24:17      | Cleveland Browns    | Los Angeles Memorial Coliseum (2) | 57.522    |
| 1952   | Detroit Lions (2)       | 17:7       | Cleveland Browns    | Cleveland Municipal Stadium (3)   | 50.934    |
| 1953   | Detroit Lions (3)       | 17:16      | Cleveland Browns    | Briggs Stadium                    | 54.577    |
| 1954   | Cleveland Browns (2)    | 56:10      | Detroit Lions       | Cleveland Municipal Stadium (4)   | 43.827    |
| 1955   | Cleveland Browns (3)    | 38:14      | Los Angeles Rams    | Los Angeles Memorial Coliseum (3) | 85.693    |
| 1956   | New York Giants (4)     | 47:7       | Chicago Bears       | Yankee Stadium                    | 56.836    |
| 1957   | Detroit Lions (4)       | 59:14      | Cleveland Browns    | Briggs Stadium (2)                | 55.263    |
| 1958   | Baltimore Colts         | 23:17 (OT) | New York Giants     | Yankee Stadium (2)                | 64.185    |
| 1959   | Baltimore Colts (2)     | 31:16      | New York Giants     | Memorial Stadium                  | 57.545    |
| 1960   | Philadelphia Eagles (3) | 17:13      | Green Bay Packers   | Franklin Field                    | 67.325    |
| 1961   | Green Bay Packers (7)   | 37:0       | New York Giants     | Lambeau Field                     | 39.029    |
| 1962   | Green Bay Packers (8)   | 16:7       | New York Giants     | Yankee Stadium (3)                | 64.892    |
| 1963   | Chicago Bears (8)       | 14:10      | New York Giants     | Wrigley Field (5)                 | 45.801    |
| 1964   | Cleveland Browns (4)    | 27:0       | Baltimore Colts     | Cleveland Municipal Stadium (5)   | 79.544    |
| 1965   | Green Bay Packers (9)   | 23:12      | Cleveland Browns    | Lambeau Field                     | 50.777    |
| 1966   | Green Bay Packers (10)  | 34:27      | Dallas Cowboys      | Los Angeles Memorial Coliseum     | 61.946    |
| 1967   | Green Bay Packers (11)  | 21:17      | Dallas Cowboys      | Lambeau Field                     | 50.861    |
| 1968   | Baltimore Colts (3)     | 34:0       | Cleveland Browns    | Cleveland Municipal Stadium       | 78.410    |
| 1969   | Minnesota Vikings       | 27:7       | Cleveland Browns    | Metropolitan Stadium              | 46.503    |

## Nach 1969
In den Spielzeiten 1966 bis 1969 bestritt der NFL-Meister ein weiteres Finale gegen den Champion der Konkurrenzliga American Football League, das damals AFL-NFL World Championship Game genannt wurde. Dieses fand dann im Januar des folgenden Jahres statt. Mit der Fusion von NFL und AFL wurde 1970 die National Football Conference bzw. American Football Conference gebildet, deren Meister bis heute den „Super Bowl“ bestreiten. Rückwirkend wurden die vier Finalspiele in den Jahren 1967 bis 1970 jeweils „Super Bowl I“, „Super Bowl II“, „Super Bowl III“ und „Super Bowl IV“ genannt.